# Victorinini
Victorinini es una tribu de mariposas ninfálidas. Los cuatro géneros de mariposas pertenecientes a esta tribu son Anartia, Metamorpha, Napeocles y Siproeta.
Esos géneros se incluyeron previamente en la tribu Kallimini. A principios de la década de 2000, la filogenética molecular determinó que Kallimini era una paráfila con respecto al Melitaeini. También hay algunos indicios de que el género Siproeta podría ser parafilético con respecto a Napeocles.

## Lista de géneros
- Metamorpha (Hübner, 1819)
  - M. elissa (Hübner, 1819)
- Anartia (Hübner, 1819) - mariposas pavo real
  - A. amathea (Linnaeus, 1758) – mariposa pavo real roja
  - A. chrysopelea (Hübner, 1831) – mariposa pavo real cubana
  - A. fatima (Fabricius, 1793) – mariposa pavo real bandeada
  - A. jatrophae (Linnaeus, 1763) – mariposa pavo real blanca
  - A. lytrea (Godart, 1819) – mariposa pavo real de Godart
- Siproeta (Hübner, 1823)
  - S. epaphus (Latreille, 1813)
  - S. superba (Bates, 1864)
  - S. stelenes (Linnaeus, 1758) – malaquita
- Napeocles (Bates, 1864)
  - N. jucunda (Hübner, 1808)

## Galería

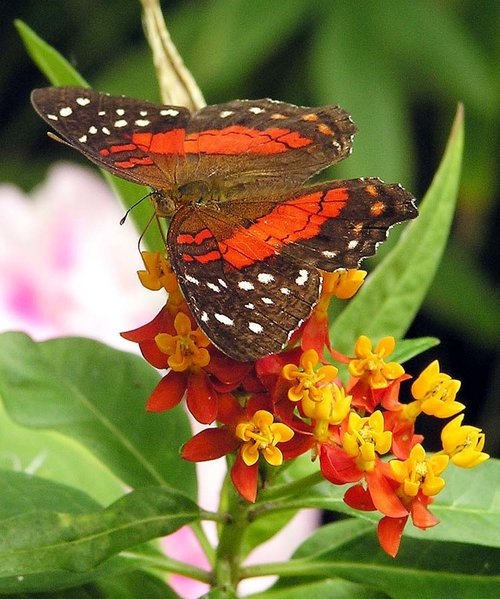
Anartia amathea
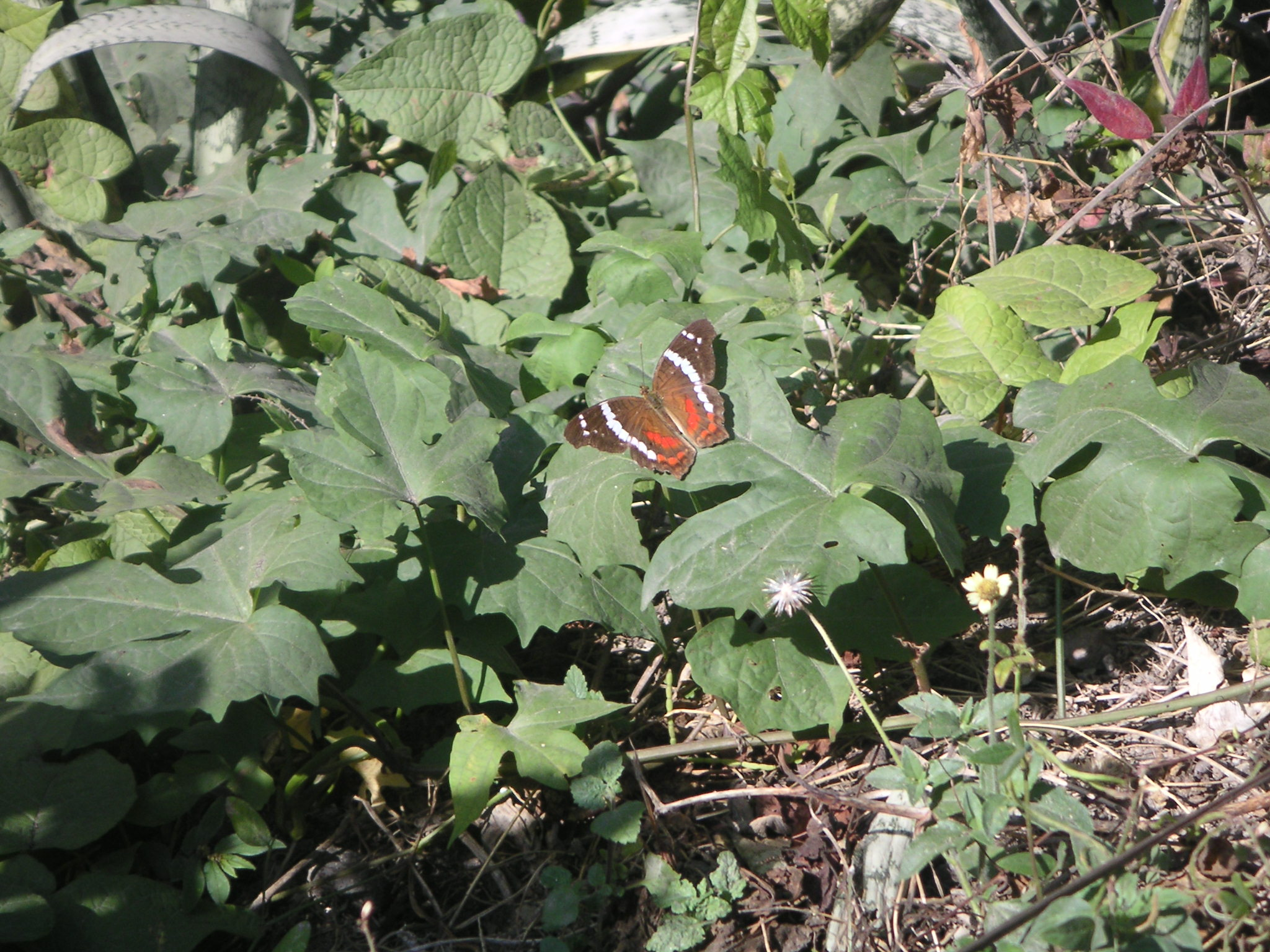
Anartia fatima
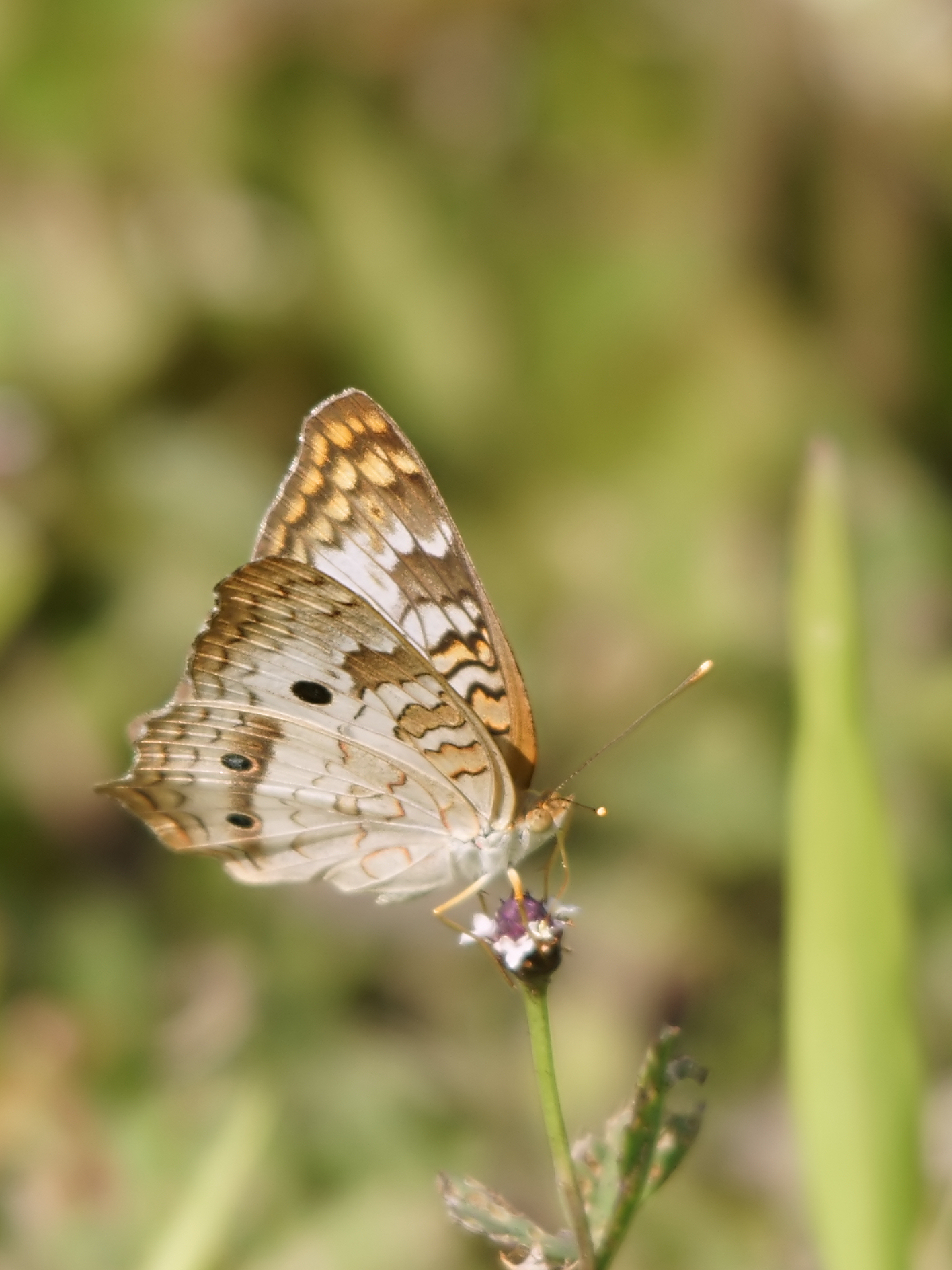
Anartia jatrophae
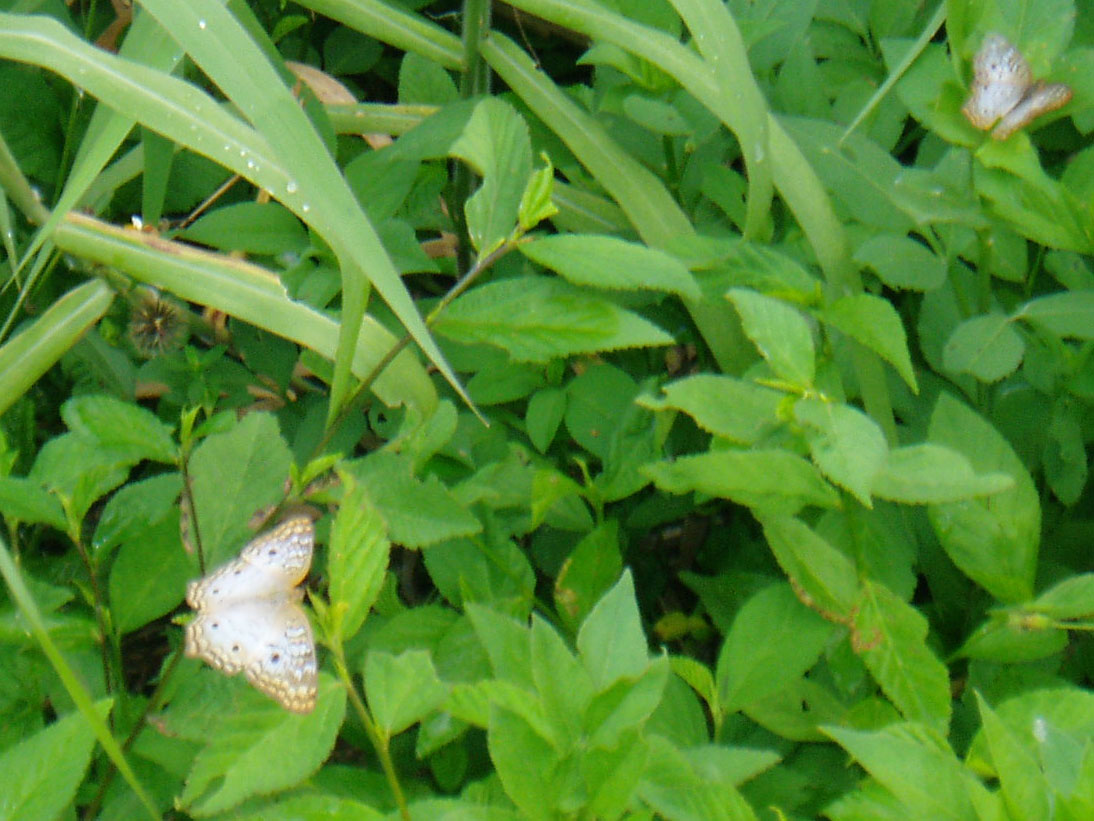
Par de A. jatrophae
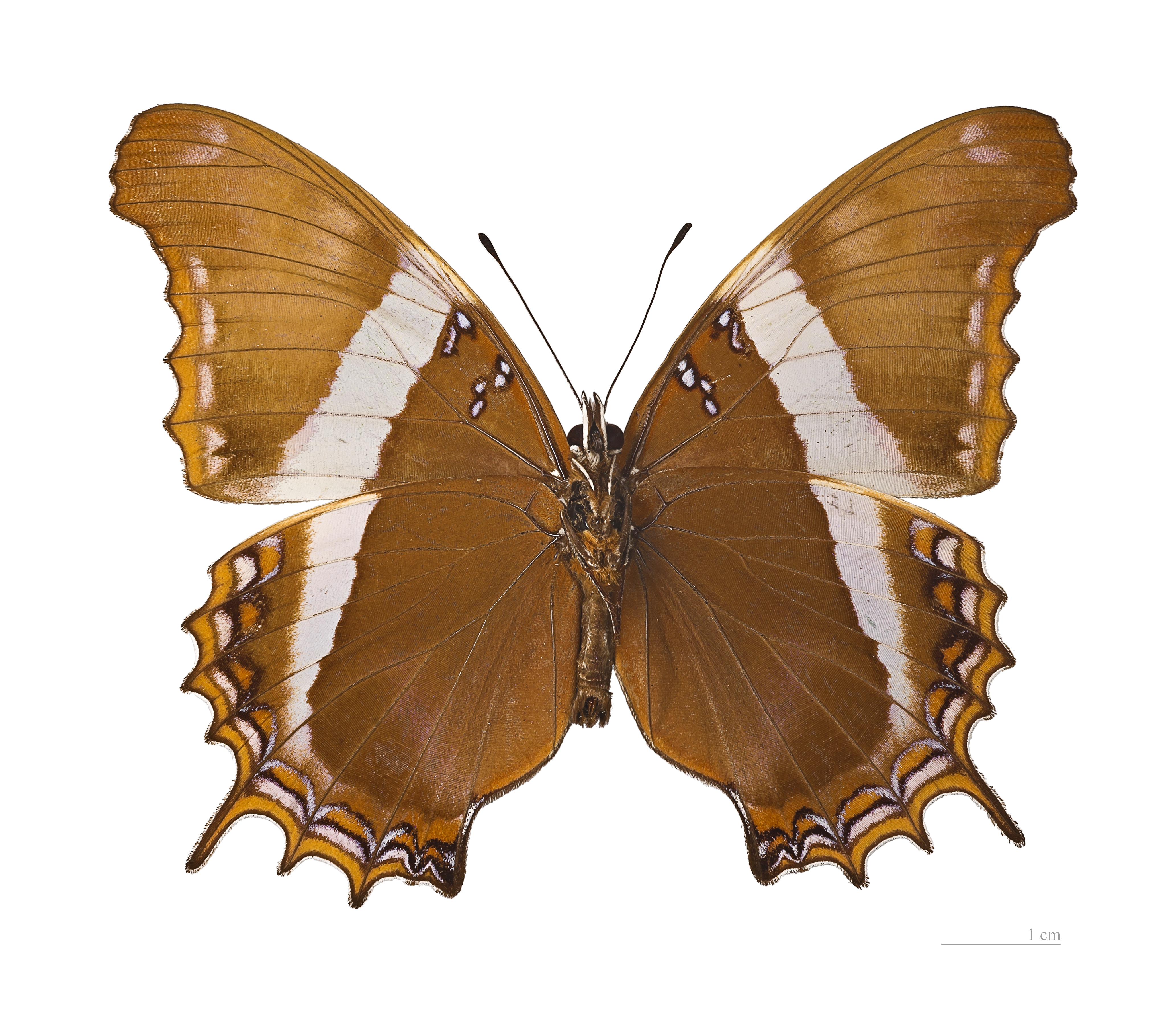
Siproeta superba - MHNT
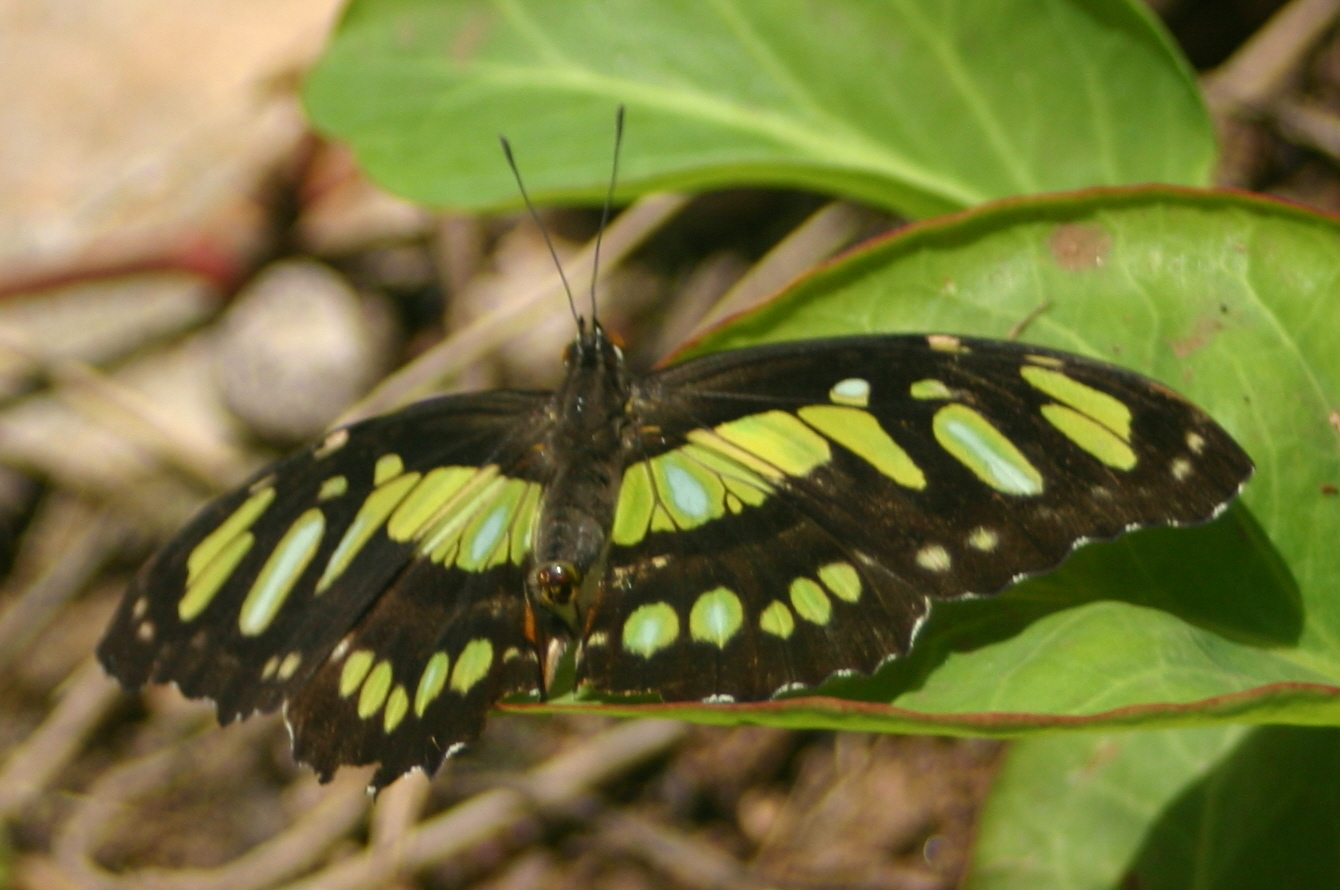
Siproeta stelenes
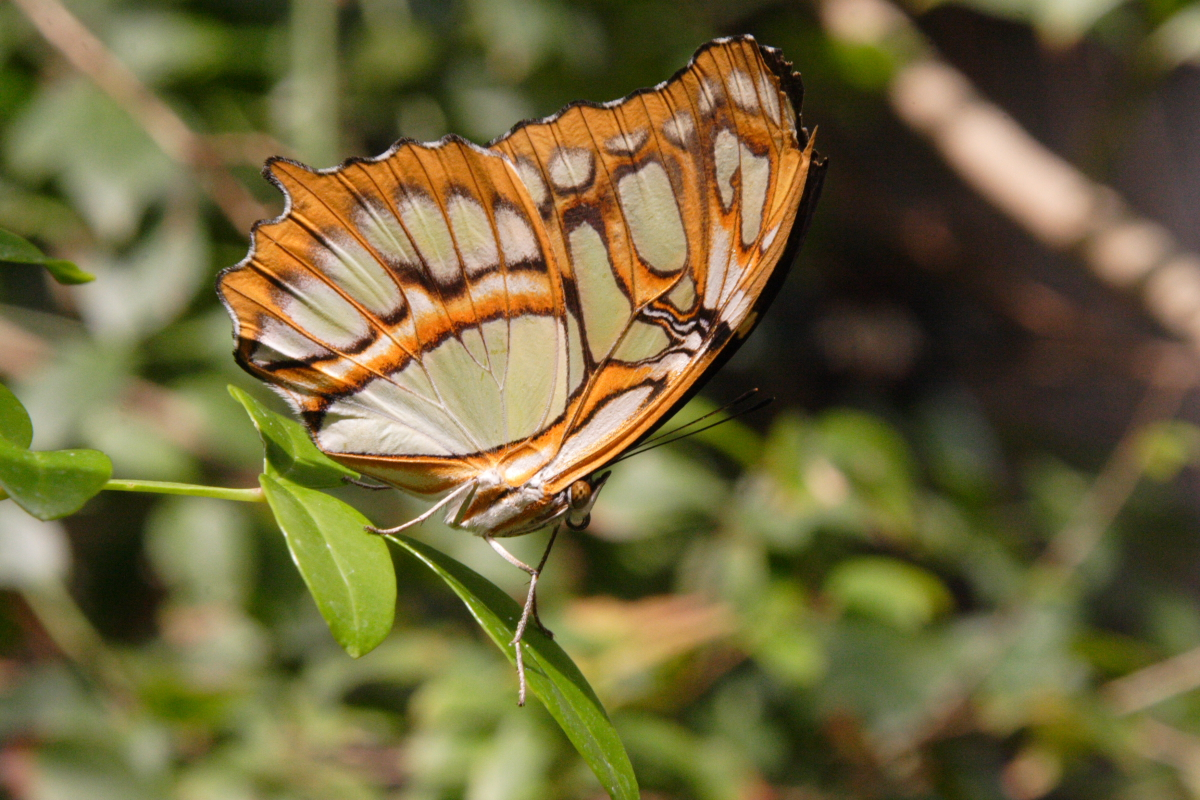
S. stelenes
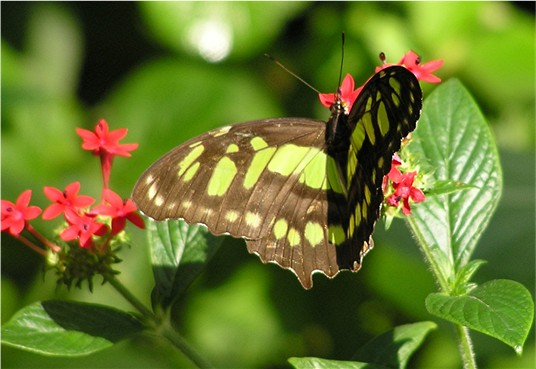
S. stelenes
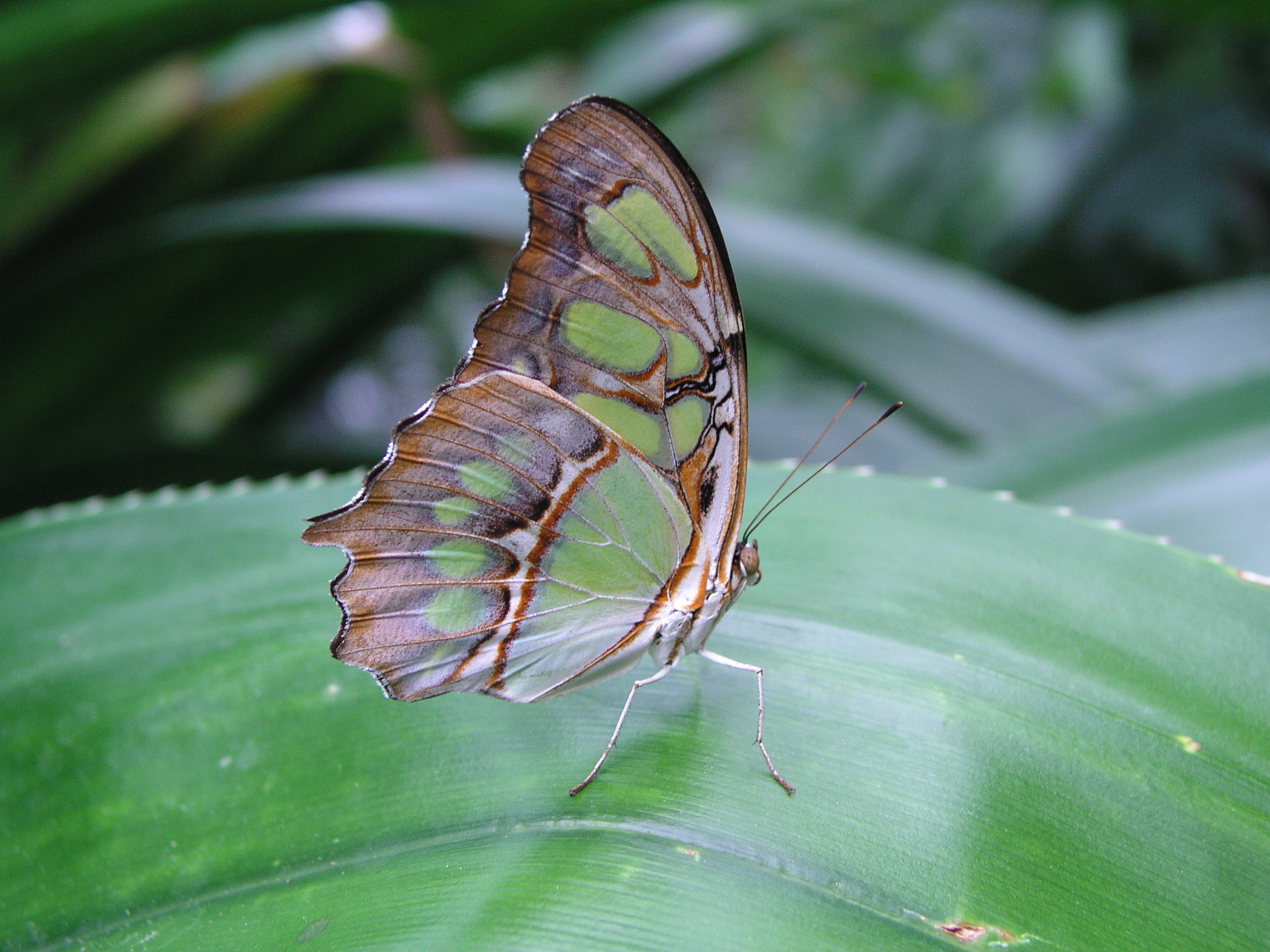
S. stelenes